# 王东海 (1964年)
王东海（1964年7月—），山东定陶人，中国人民解放军中将。

## 简历
曾任济南军区保卫部副部长、部长。2015年3月，任山东省军区政治部主任。2017年3月，任山东省军区副政委兼纪委书记。2018年4月，任中央军委国防动员部副部长。2021年3月，升任南部战区副政治委员兼战区陆军政治委员。同年12月回调中央军委国防动员部，任国防动员部政治委员。
2021年3月晋升中将军衔。中共十九届中央纪委委员。